# Hotel Glória
El Hotel Glória fue un hotel de lujo ubicado en el barrio homónimo de la ciudad de Río de Janeiro, Brasil. Fue construido en el lugar del antiguo palacete del empresario inglés John Russel, pionero de los servicios de saneamiento en la ciudad.

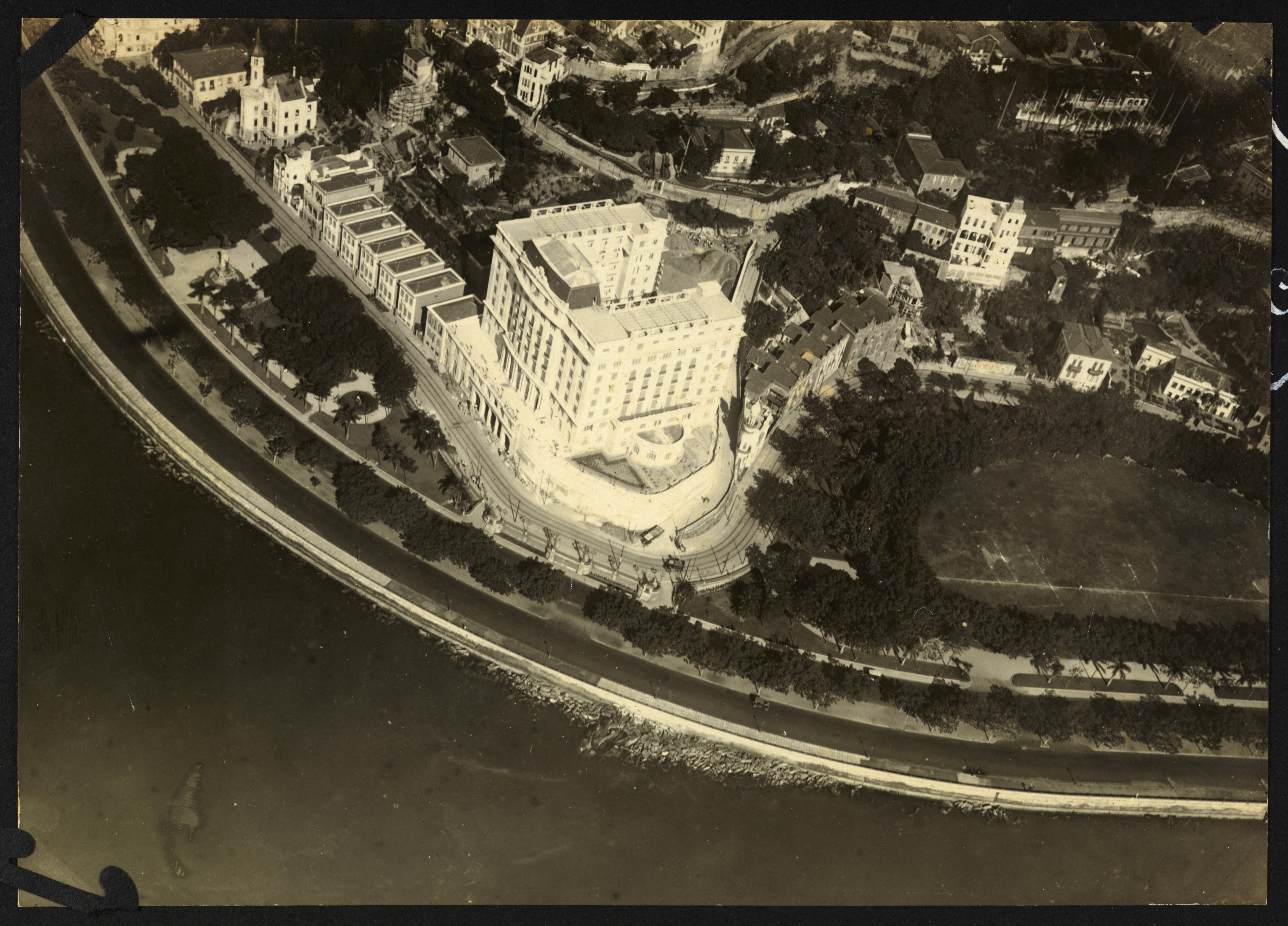
Vista aérea del "Hotel Glória" entre 1922 y 1927.

Su construcción fue una iniciativa del empresario Rocha Miranda, por medio de la Compañía de Hoteles Palace, para ser el primer hotel cinco estrellas de Brasil. Fue inaugurado el 15 de agosto de 1922 en paralelo a la Exposición Internacional de 1922 realizada en conmemoración al centenario de la independencia de Brasil.
El proyecto del edificio fue de Joseph Gire, el mismo arquitecto que proyectó el hotel Copacabana Palace, en estilo neoclásico y dotado de un teatro, casino, salones de fiestas y de juegos, áreas de esparcimiento y 150 habitaciones. Su construcción fue auxiliada por ingenieros alemanes. Fue el primer edificio de concreto armado de Sudamérica y el primero en recibir la calificación de cinco estrellas en Brasil.

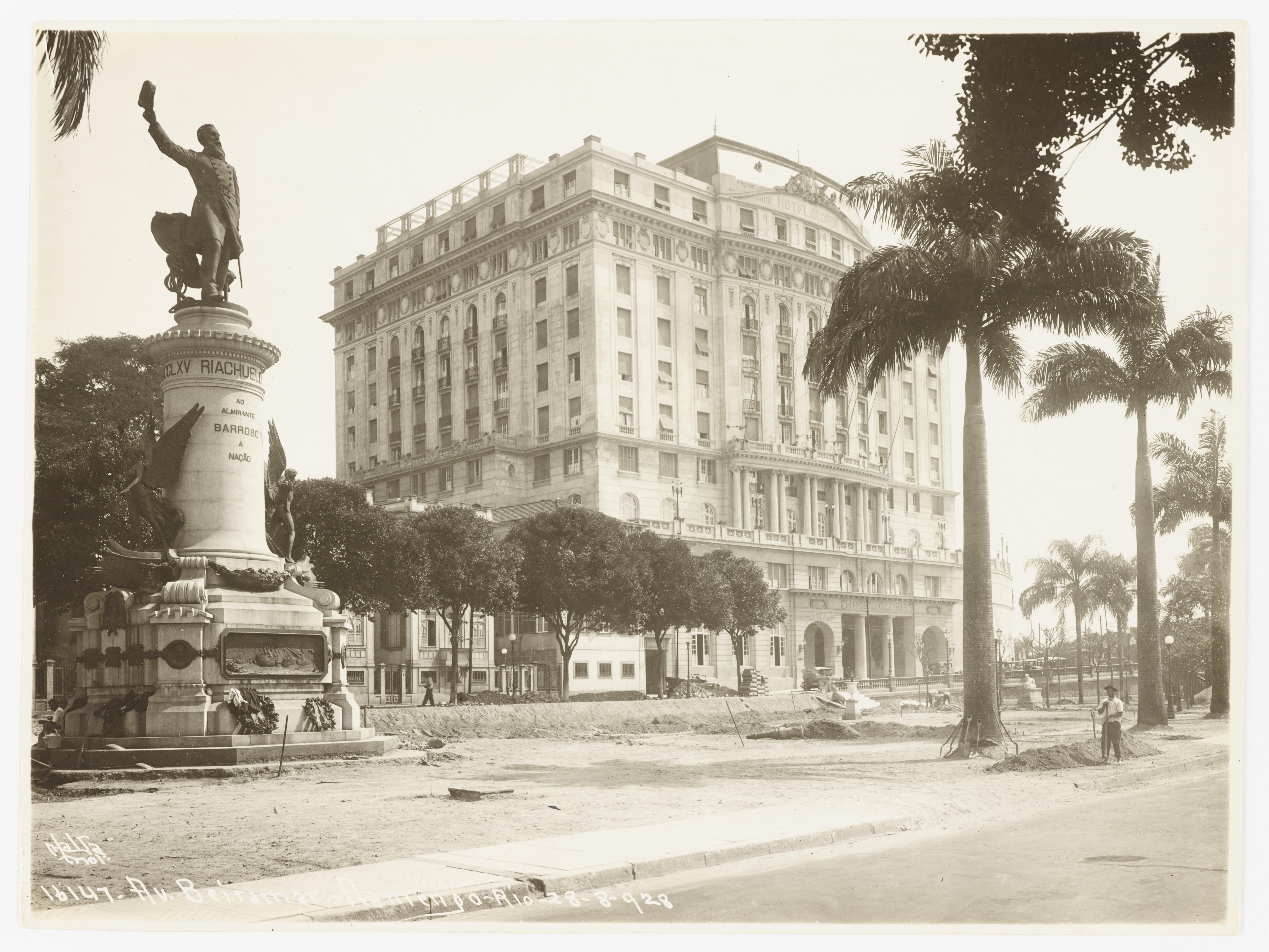
Hotel Glória; a la izquierda, el monumento al Almirante Barroso. Fotografía de Augusto Malta, alrededor de 1928.

Debido a su proximidad con el centro financiero y político de la ciudad, el Hotel Glória siempre albergó grandes artistas de cine, cantantes, políticos y jefes de Estado, además de ser sede de eventos como convenciones, congresos y bailes de graduación. Uno de sus hitos fue el concurso de disfraces de carnaval que tuvo 34 ediciones hasta el año 2008. En esos eventos, Clóvis Bornay y Evandro de Castro Lima siempre eran figuras destacadas.

## Cierre y abandono
En el 2008, después de 86 anos de actividad y 50 años como propiedad de la familia de Eduardo Tapajós, el hotel fue vendido al empresario Eike Batista por 80 millones de reales. En la oportunidad de la compra, el empresario anunció que pretendía "rescatar el encanto de los años 1920", transformar el hotel para la categoría de "seis estrellas" y colocarlo "entre los diez mejores hoteles del mundo".
Luego del inicio de una reforma completa, en el 2009, hubo denuncias sobre la desfiguración de su arquitectura inicial, que no habrían sido autorizadas por el Consejo Municipal de Patrimonio Cultural. Esas irregularidades no fueron constatadas por las autoridades competentes.
En agosto del 2010, el BNDES anunció un financiamento de 146,5 millones de reales para la reforma del hotel, dentro de la línea "ProCopa Turismo", con miras a la Copa del Mundo de 2014. En el 2013, sin embargo, vino la quiebra del Grupo EBX, de Eike Batista, y las obras fueron paralizadas.
A inicios del 2014, Eike Batista vendió el hotel por casi 500 millones al fondo suizo Acron AG, que tenía el objetivo de reinaugurar el local para las Olimpiadas de 2016. Sin embargo, las obras no fueron reiniciadas, supuestamente por el hecho de que el empresario no había obtenido certificados y otros documentos legales necesarios para hacer efectiva la compra y el fondo Acron terminó desistiendo del negocio, formalizando la resolución de la venta a inicios de 2016.
Luego de resuelto el primer negocio, el empresario vendió nuevamente el hotel, esta vez para el fondo soberano de Abu Dabi, el Mubadala. El valor de la transacción no fue divulgado.
El abandono de las obras ha provocado trastornos en la zona, desvalorizando inmuebles y preocupando a los residentes con la aparición de criaderos de mosquitos que transmiten enfermedades como el dengue, zika e chikunguña. En una nota de marzo del 2016, Eike Batista lamentó el trastorno a la población carioca y dijo creer que los nuevos propietarios estarían empeñados en encontrar una solución satisfactoria. Enfatizó que el lugar era fumigado dos veces por semana y que una empresa sería contratada para drenar el agua estancada. El fondo Mubadala no se manifestó.
Sin embargo, hasta febrero del 2018, los nuevos propietarios aún no iniciaban las obras de reforma y el inmueble continuaba en ruinas. En el 2022 se anunció que el Hotel Glória sería una residencial, siendo realizado por las empresas Opportunity y Sig.